# Токугава Йосінао
Токугава Йосінао (яп. 徳川義直; 2 січня 1601 — 5 червня 1650) - великий японський самурай і дайме раннього періоду Едо, правитель князівство Кофу (1603-1607), Кієсу (1607-1610) і Оварі (1610-1650).

## Біографія
Дев'ятий син Токугави Ієясу, першого сьогуна Японії з династії Токугава. У дитинстві носив ім'я Горотамару.
У 1603 році він був призначений своїм батьком дайме домена Кофу в провінції Кії з доходом 250 000 коку рису, а в 1607 році йому було передано феодальне володіння Кієсу в провінції Оварі з доходом 550 000 коку. У 1610 році Токугава Йосінао був призначений главою князівства Оварі з резиденцією в замку Нагоя (дохід 619 000 коку риса). Йосінао став засновником побічної лінії Токугава Оварі.
Токугава Йосінао мав ранг дзюнії (молодшого радника 2-го рангу) і титул дайнагона (старшого імператорського радника).
У віці 16 років Йосінао став вчитися в школі фехтування Сінкаге-рю, у віці 21 року був призначений 4-м соке (главою).
У червні 1650 року 49-річний Токугава Йосінао помер, йому успадковував єдиний син Міцумото.

## Сім'я
Його головною дружиною була принцеса Хару, дочка Асано Йосінагі (1576-1613), дайме Хіросіма-хана. Також мав двох наложниць (Осаї та Одо-но-ката).
- Діти:
  - Токугава Міцумото (1625-1700), 2-й дайме Оварі-хана (1650-1693)
  - Ітоко, дружина судді Хірохати Тадаюкі[2]